# Dumbbell

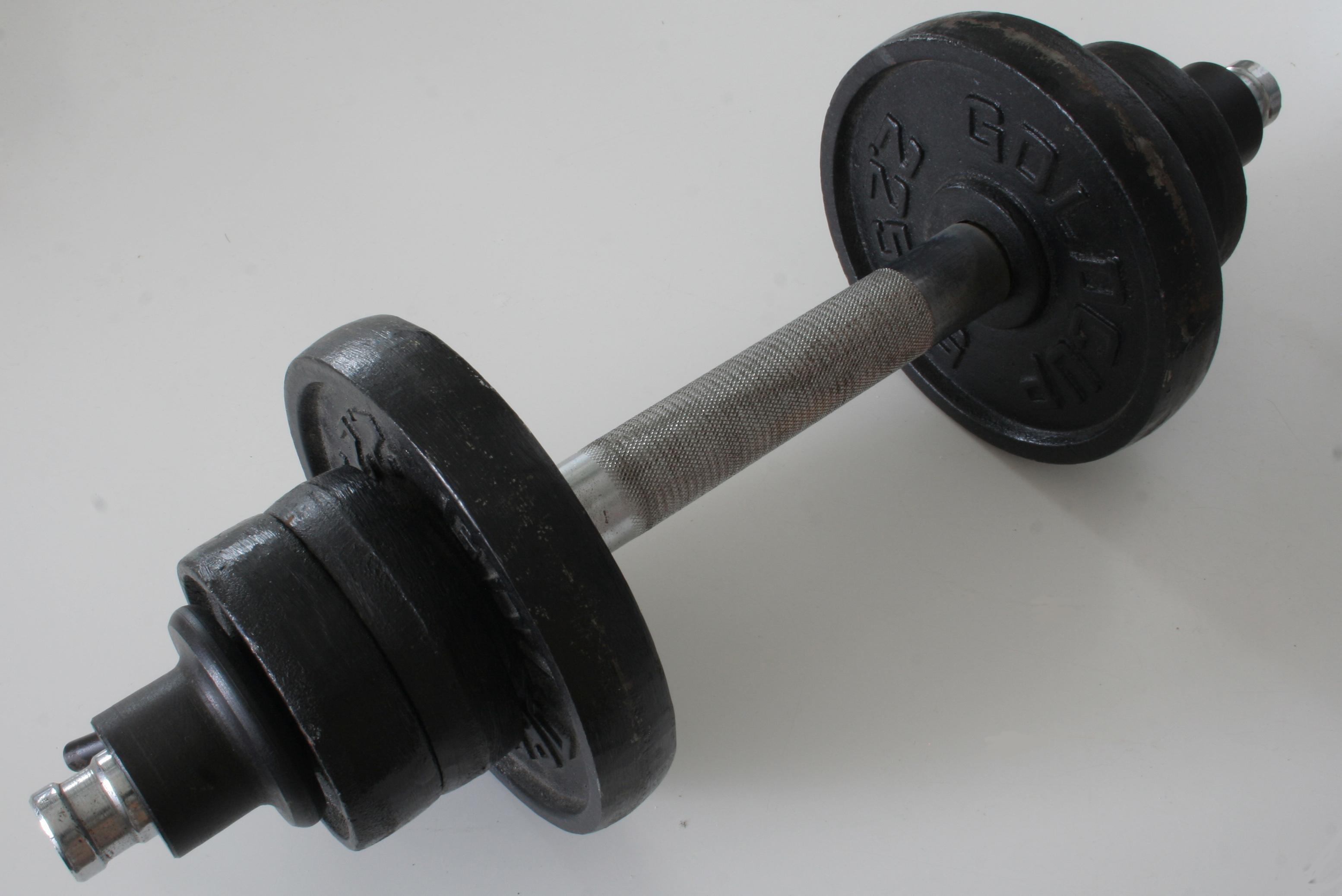
Een dumbbell

Een dumbbell is een korte staaf (halter), met een vast gewicht, of waar losse gewichten aan kunnen worden bevestigd. Dumbbells, ook wel halters genoemd, worden gebruikt bij fitnesstraining, bodybuilding, krachttraining en powerlifting (powerliften). De term werd voor het eerst gebruikt in de 18e eeuw, waarschijnlijk voor een apparaat voor het oefenen van het luiden van kerkklokken. Dit apparaat maakte geen geluid, en werd daarom dumb bell genoemd (Nederlands stomme klok).
Er zijn ook dumbbells met een vast gewicht. Dit zijn vaak de goedkopere lichte gewichten, bedoeld voor lichte training of dure metalen gewichten, die in een sportschool gebruikt worden. Vaak zijn er een hele reeks dumbbells van verschillend gewicht aanwezig in een sportschool zodat men geen tijd hoeft te verspillen aan het verwisselen van de gewichtschijven. Ook bij aquarobics worden dumbbells gebruikt. Dumbbells voor aquarobics zijn gemaakt van schuimrubber, zodat ze op het water blijven drijven als ze worden losgelaten. Ze zijn zo gemaakt dat ze zwaarder aanvoelen als ze onder water worden gehouden.
Een lange halter voor het gebruik met twee handen wordt een barbell genoemd.

## Etymologie
Het woord is ontstaan in Engeland. Atleten gebruikten kerkklokken, bells, om de armen en bovenlichaam te trainen. Het trainen maakte veel geluid, dus haalde men de klepel eruit. Vandaar de toevoeging 'dumb', als in stom, geen geluid.
Het woord kettlebell komt van ketels gevuld met zand of water. Een andere verklaring is de gelijkenis met de koeienbel. De term wordt wereldwijd gebruikt. In het Nederlands wordt soms ook 'handhalter' of 'gewicht(je)' gebruikt.